# Maurice Norman
Maurice Norman (Mulbarton, Norfolk, 1934. május 8. – 2022. november 27.) válogatott angol labdarúgó, középhátvéd, a Tottenham Hotspur hírességek csarnokának tagja.

## Pályafutása
Norman a Norwich City-ben kezdte pályafutását, ahol 35 bajnoki mérkőzésen lépett pályára 1952 és 1955 között. 1955 novemberében igazolt a londoni Tottenham Hotspur csapatához 28 000 fontért, a szerződés részeként pedig az ír válogatott csatár, Johnny Gavin visszaigazolhatott a Norwich-hoz. Norman első mérkőzését új klubjában a Cardiff City-ben játszotta, és egészen 1965-ig maradt a White Hart Lane-en, ezalatt 411 mérkőzésen játszott és 19 gólt szerzett.
Az angol válogatottban Norman 23 mérkőzésen lépett pályára. Játszott az 1962-es világbajnokságon. Tagja volt az 1958-as világbajnokság angol keretének is, de nem játszott a tornán. 1965. november 18-án a Tottenham-ben eltörte a lábát egy magyar válogatott tizenegy ellen, röviddel azelőtt, hogy Sir Alf Ramsey bejelentette keretét az 1966-os világbajnokságra. Sérülése miatt Norman nem vehetett részt a tornán (amit végül az angol válogatott nyert meg), és véget ért válogatott pályafutása is. 18 hónappal később komplikációk miatt a lábát újra el kellett törni, így csak a nézőtérről, gipszben figyelhette válogatottja győzelmét a világbajnokságon.
Jelentős tagja volt Bill Nicholson híres duplázó csapatának az 1960-61-es szezonban, akik megvédték FA-kupa győzelmüket 1962-ben, és megnyerték az 1962–63-as kupagyőztesek Európa-kupáját.

## Visszavonulása után
Maurice és felesége, Jacqueline Trimley St Martin-ban él, közel Felixstowe-hoz (Suffolk). Szerepelt a Let's Talk magazin 2007 augusztusi számában.

## Külső hivatkozások
- NORMAN: a human colossus – mehstg.com
- Hall of Fame – tottenhamhotspur.com